# Baltiska kedjan

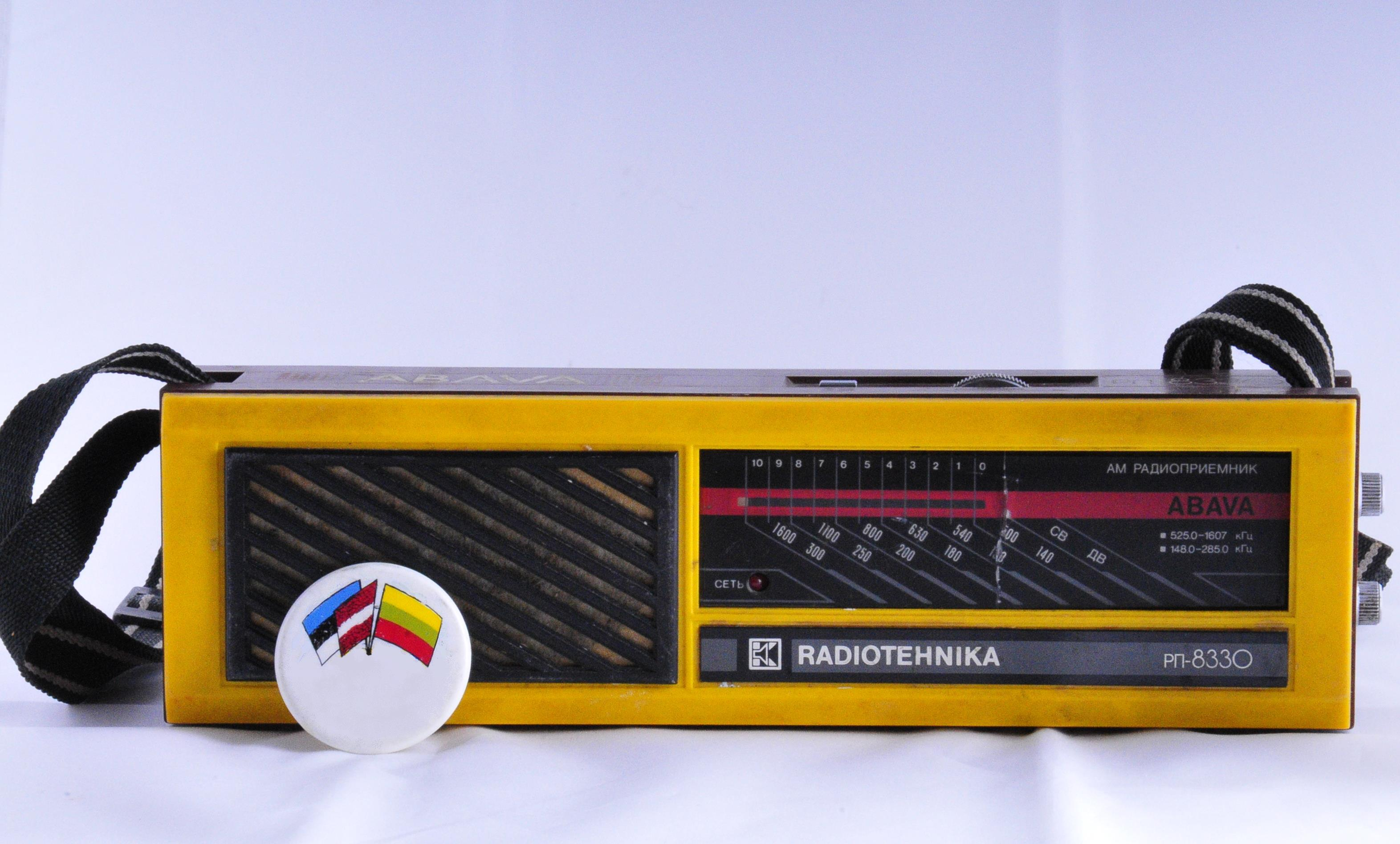
Demonstranter i Baltiska kedjan hade med sig bärbara radioapparater för att veta den exakta tiden då de skulle bilda kedjan och att hålla sig uppdaterade om politiska händelser som ändrade sig snabbt.

Baltiska kedjan var en manifestation för självständighet från Sovjetunionen som ägde rum i Estland, Lettland och Litauen den 23 augusti 1989 (på 50-årsdagen för Molotov–Ribbentrop-pakten). Under manifestationen tog cirka två miljoner människor varandra i händerna under 15 minuter och bildade en 600 kilometer lång mänsklig kedja som sträckte sig över de tre baltiska sovjetrepublikerna. Demonstrationen började klockan 19:00 lokal tid (16:00 GMT)).
Dagen efter demonstrationen berättade nyheterna att det var 700 000 estniska och 1 000 000 litauer som var med i den Baltiska kedjan. Tidningar i Lettland uppskattade att det var 400 000 som deltog i kedjan. För att kunna bygga kedjan som skulle sträcka hela vägen från Tallinn via Riga till Vilnius var det cirka 200 000 människor från varje land som behövde delta i demonstrationen. Helikoptrar som filmade kedjan visade en nästan oavbruten kedja även genom landsbygden.